# Piper Gilles
Piper Gilles (Rockford, Estados Unidos, 16 de enero de 1992) es una deportista canadiense que compite en patinaje artístico, en la modalidad de danza sobre hielo.
Ganó cuatro medallas en el Campeonato Mundial de Patinaje Artístico sobre Hielo, entre los años 2021 y 2025, y cinco medallas en el Campeonato de los Cuatro Continentes de Patinaje Artístico sobre Hielo entre los años 2014 y 2025.
Participó en dos Juegos Olímpicos de Invierno, ocupando el octavo lugar en Pyeongchang 2018 y el séptimo en Pekín 2022, en la prueba de danza sobre hielo.

## Palmarés internacional
| Campeonato Mundial                   | Campeonato Mundial       | Campeonato Mundial | Campeonato Mundial |
| Año                                  | Lugar                    | Medalla            | Categoría          |
| ------------------------------------ | ------------------------ | ------------------ | ------------------ |
| 2021                                 | Estocolmo (Suecia)       | Medalla de bronce  | Danza sobre hielo  |
| 2023                                 | Saitama (Japón)          | Medalla de bronce  | Danza sobre hielo  |
| 2024                                 | Montreal (Canadá)        | Medalla de plata   | Danza sobre hielo  |
| 2025                                 | Boston (Estados Unidos)  | Medalla de plata   | Danza sobre hielo  |
| Campeonato de los Cuatro Continentes |                          |                    |                    |
| Año                                  | Lugar                    | Medalla            | Categoría          |
| 2014                                 | Taipéi (Taiwán)          | Medalla de plata   | Danza sobre hielo  |
| 2019                                 | Anaheim (Estados Unidos) | Medalla de bronce  | Danza sobre hielo  |
| 2020                                 | Seúl (Corea del Sur)     | Medalla de plata   | Danza sobre hielo  |
| 2024                                 | Shanghái (China)         | Medalla de oro     | Danza sobre hielo  |
| 2025                                 | Seúl (Corea del Sur)     | Medalla de oro     | Danza sobre hielo  |